# Џон Рука
Џон Рука (енгл. John Ruuka; 13. август 1995) је кирибатски, атлетичар,спринтер и репрезентативац учесник Летњих олимпијских игара 2016. у Рио де Жанеиру чија је специјалност трчање на 100 метара. Није прошао предтакмичење.

## Спортска каријера
2015.
Учествовао је на Океанијском првенству 2015. у Кернсу. Такмичио се у три дисциплине. На 100 метара, завршио је на 27. месту са 11,90 и није успео да се пласира у полуфинале. На 200 метара, стигао је до полуфинала, где се са 23,59 пласирао на 20 место и није ушао у финале. Био је и члан националне штафете 4 х 100 м које је заузела 9. место
2016.
На такмичењу у Суви 7. јула поставио је вови лични рекорд на 100 м са 11,19 секунди

## Занимљивости
Рука је 2013. требало да учествује на Пацифичким играма, али је грешком регистрован као функционер, тако да се није могао такмичити. Требало је да учествује и на Светском дворанском првенству 2014, али је због компликација око добијања визе и то првенство морао пропустити.